# Lijst van spelers van Saipa FC
Deze lijst omvat voetballers die bij de Iraanse voetbalclub Saipa FC spelen of gespeeld hebben. De spelers zijn alfabetisch gerangschikt.

## A
- Sina Abdi
- Adriano Alves
- Abbas Aghaei
- Saman Aghazamani
- Rahman Ahmadi
- Yadollah Akbari
- Mehdi Amirabadi
- Shoeib Amiri
- Karim Ansarifard
- Meisam Armian
- Mohsen Arzani
- Ali Ashourizad
- Javad Ashtiani
- Majid Ayoubi
- Mehrdad Azizvand

## B
- Hani Baghaechehrbagh
- Saeed Beigi
- Matin Bigdeli
- Kazem Borjlou

## C
- Hazar Can

## D
- Ali Daei
- Habib Dehghani

## E
- Evandro

## G
- Majid Gholamnejad

## H
- Habib Hooshyar
- Hossein Hosseini
- Jalal Hosseini
- Nader Houshyar

## K
- Hossein Kaebi
- Hossein Kamezi
- Javad Kazemian
- Mohsen Khalili

## L
- Hamid Reza Lotfollahnejad

## M
- Hadi Mahdavikia
- Amin Manoochehri
- Vahid Mehdikhani
- Misagh Memarzadeh
- Saber Mirghorbani
- Ebrahim Mirzapour
- Hamlet Mchitarjan
- Sadegh Moradzadeh

## P
- Mohammad Parvin

## R
- Kianoush Rahmati
- Iman Razaghirad
- Kaveh Rezaei
- Sheys Rezaei

## S
- Amir Saadati
- Ebrahim Sadeghi
- Saeed Shademani
- Roozbeh Shahalidoost
- Sajjad Shahbazzadeh
- Jamshid Shahmohammadi
- Ebrahim Shakouri
- Omid Sharifinasab
- Vahid Sheikhveisi
- Hamed Shiri
- Masoud Shojaei
- Eshagh Sobhani

## T
- Alou Traoré
- Issa Traoré

## V
- Amir Vaziri

## Y
- Daryoush Yazdani
- Ershad Yousefi

## Z
- Milad Zeneyedpour
- Ali Zeynali
- Hamidreza Zoohani